# Thomas Sydenham
Thomas Sydenham (Wynford Eagle, Dorset,10 de septiembre de 1624 — † Londres, 29 de diciembre de 1689) fue un médico inglés.

## Biografía

Opera medica

Estudió en Oxford e impartió su oficio de médico en Londres. Siendo apreciado como el representante más destacado de la medicina inglesa, fue apodado el «Hipócrates inglés».
Su carrera como médico estuvo influenciada por los conflictos bélicos y las repercusiones políticas de la guerra civil inglesa. Participó en la Guerra Civil como capitán del ejército de Cromwell, enfrentándose al rey Carlos I. Ejerció en Londres, aunque sus ideas políticas imposibilitaron su pertenencia al Royal College of Physicians. Recibió el grado de doctor en la Universidad de Cambridge, donde había estudiado uno de sus hijos, dos años antes de su muerte. Está enterrado en la Abadía de Westminster.
Su trabajo se caracterizó por ser siempre de estrecho contacto con el paciente, consagrándose más al estudio de los síntomas que al de las teorías médicas. A él se le atribuye la descripción de la corea aguda infantil (corea de Sydenham). Reunió su amplia experiencia clínica en el libro " Observationes medicae " Observaciones médicas sobre la historia y curación de las enfermedades agudas (1676)  en cuyo prólogo expuso un programa para construir una nueva patología basado en la descripción de todas las enfermedades "tan gráfica y natural como sea posible" ordenando los casos de la experiencia clínica en especies igual que hacían los botánicos. 
Sydenham fue gran amigo de Robert Boyle, que le recomendó el estudio clínico de las epidemias de Londres y que dio como fruto un libro publicado en 1666 con el título de Methodus curandis Febres. Su notoriedad llegó a oídos de John Locke en Oxford; cuando éste fue trasladado a Londres entabló una fuerte amistad con Sydenham, que le acompañaba todos los días en su visita médica impresionado por su excelente práctica.
Dentro del escaso arsenal terapéutico existente en su época, prefería los compuestos orgánicos de plantas medicinales sobre los minerales, utilizando opio en forma del conocido "láudano de Sydenham".
Es famosa sus célebres frases (1680): «De los remedios que ha dado Dios al Hombre para aliviar su sufrimiento, ninguno es tan universal y eficaz como el opio. Si echáramos todos los medicamentos al mar, menos el opio, sería una gran desgracia para los peces y un gran beneficio para la humanidad».

## Sus obras médicas
- Sydenham, T. Observationes medicae circa morborum acutorum historiam et curationem. Londoni, G. Kettilby, 1676.
- Sydenham, T. Febris scarlatina. En: Observationes medicae circa morborum acutorum historiam et curationem. Londoni, G. Kettilby, 1676, p. 387.
- Sydenham, T. Tractatus de podagra et hydrope. Londoni, G. Kettilby, 1683
- Sydenham, T. Schedula monitoria de novae febris ingressu. Londini, G. Kettilby, 1686
- Sydenham, T. Opera omnia. 2 vols. Ed. Gulielmus Alexander Greenhill. London, Sydenham Society, 1844

## Literatura
- Kushner H., Cortes D. Sydenham's chorea, pp. 350–357. En: Koehler Peter J. u. a. (ed.) Neurological Eponyms. Oxford Univ. Press, Oxford 2000, ISBN 0-19-513366-8
- Andrae Heinrich. Über die Medizin Thomas Sydenhams (1624–1689). Dissertation Uni Zürich Jahresverz. 1903/04 Nr. 29.